# Liste der Kulturdenkmäler in Kradenbach
In der Liste der Kulturdenkmäler in Kradenbach sind alle Kulturdenkmäler der rheinland-pfälzischen Ortsgemeinde Kradenbach aufgeführt. Grundlage ist die Denkmalliste des Landes Rheinland-Pfalz (Stand: 17. Juli 2023).

## Einzeldenkmäler
| Bezeichnung                        | Lage                | Baujahr | Beschreibung                          | Bild                           |
| ---------------------------------- | ------------------- | ------- | ------------------------------------- | ------------------------------ |
| Katholische Kapelle Sankt Maternus | Hauptstraße 12 Lage | 1785    | zweiachsiger Saalbau, bezeichnet 1785 | weitere Bilder Fotos hochladen |